# Bystropogon origanifolius
Bystropogon origanifolius là một loài thực vật có hoa trong họ Hoa môi. Loài này được L'Hér. mô tả khoa học đầu tiên năm 1789.

## Hình ảnh

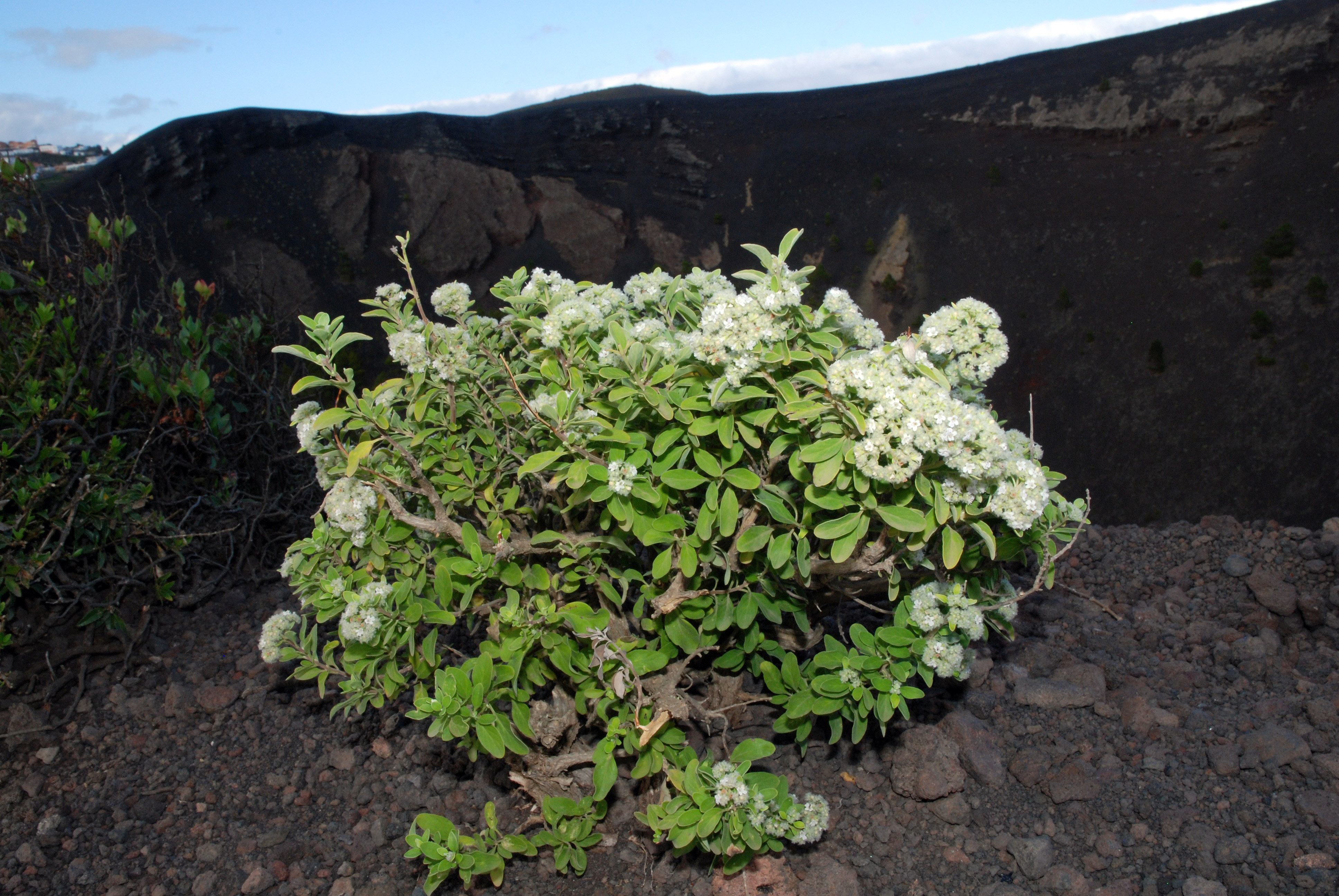